# 我们将在沙滩上战斗
（直譯：我们将在沙滩上战斗，或譯我们将战斗到底）是第二次世界大战时期英国首相温斯顿·丘吉尔在1940年6月4日发表於国会下议院一篇演讲的简称。该演讲被认为是丘吉尔对二战前期英法及同盟国联军与海内外自治领发表激励喊话的三大演讲之一；另外两篇重要的演讲分别是於5月13日发表的「热血、辛劳、眼泪和汗水」，以及於6月18日的发表的「这是他们最光辉的时刻」。丘吉尔每次发表演说都是随着第二次世界大战欧洲战场事态越发不利于联军，这使得虽然这些演讲的主题大致相似，但每次都涉及不同的军事及外交背景。

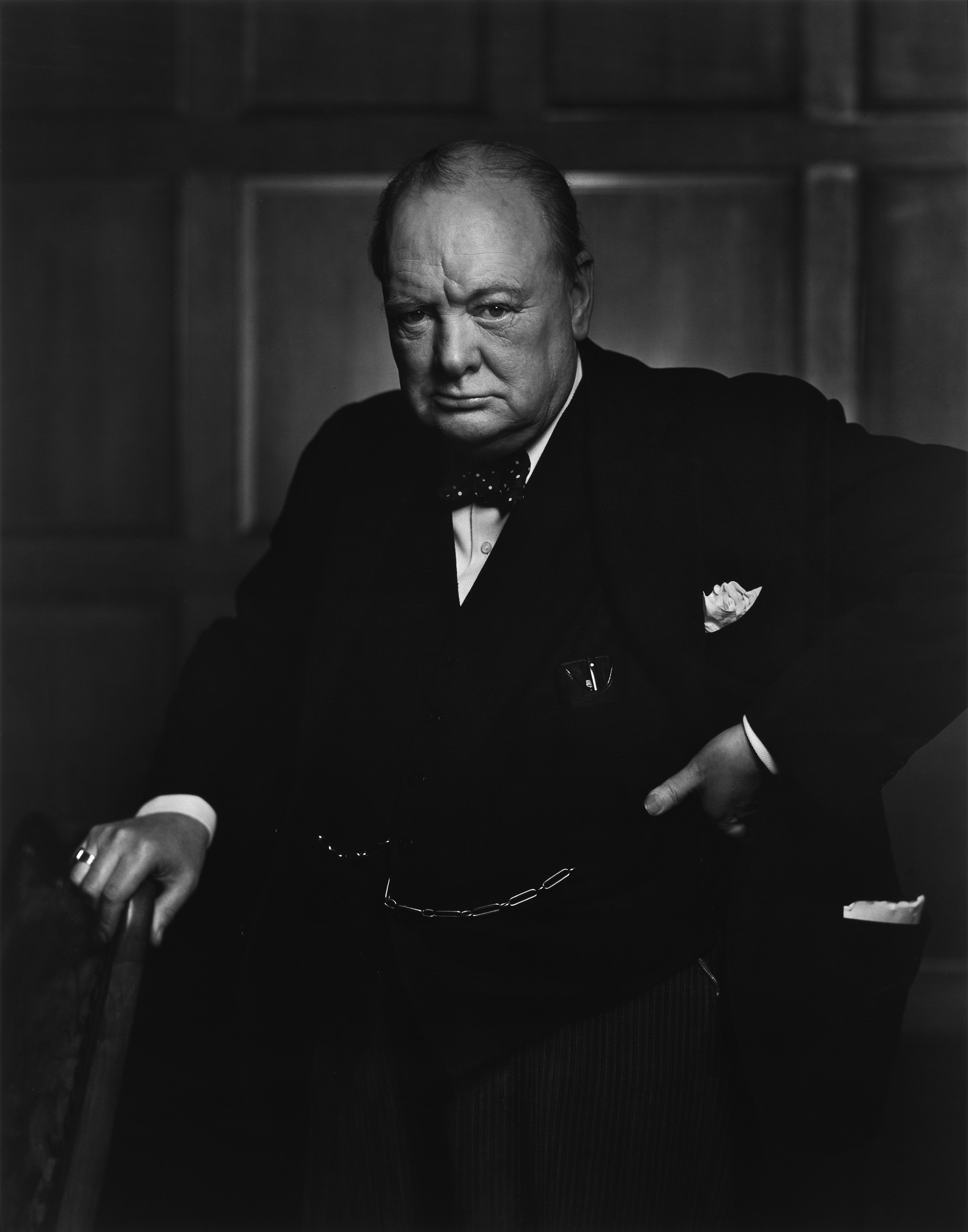
温斯顿·丘吉尔

在这场演讲中，丘吉尔认为必须描述可能来临的巨大军事灾难，同时对纳粹德国的入侵意图向全世界发出警告；另一方面，尽管当时整体战局已不利于英法两国，丘吉尔仍坚信这场战争的最后结局必定会以联军的全面胜利而告终。丘吉尔让英国民众为法国退出战争的可能做好心理准备，但坚决不以任何方式承认或鼓励法国投降。虽然自5月13日的演讲以来发生了在军事上的很多重大事件，但这次演讲主题并没有明显的变化。他在最后向联军宣告「将争取最终的胜利，无论道路有多么漫长和艰难」。

## 演说背景
温斯顿·丘吉尔于1940年5月10日接任首相，此时已是第二次世界大战欧洲战场爆发的八个月後。他当时是作为联合政府的领导人被推举为首相，该联合政府取代了内维尔·张伯伦领导的前保守党内阁。

国会对张伯伦处理战争进行的不信任是其下台的主要原因；其中英法联军选择撤离挪威南部就是一个例子。巧在同日，德国的装甲兵已向低地三国（即比利时、荷兰、卢森堡）推进，并绕过了联军重兵把守的马奇诺防线，其对法国的攻陷迫在眉睫。5月13日，丘吉尔首次以首相身份在下议院发言，宣布本届联合政府成立，并发表了「热血、辛劳、眼泪和汗水」的演讲：
正如我曾对参加本届政府的成员所说的那样，我要向下院说：“我没什么可以奉献，有的，只是热血、辛劳、眼泪和汗水。” 
然而在那次演讲中，他没有提到法国及低地战场的军事形势。
在欧洲战场方面，由于德国的预期攻势将沿着与1914年一战大致相同的路线，这使得英国远征军没有选择通过海峡法国及低地三国港口作为行军捷径，如：布洛涅、加莱、敦刻尔克等。5月13日，随着德国的军队通过阿登地区的攻陷，成功向色当默兹河畔推进，之后更成功渡河并突破了法军防线。直至5月20日，德国装甲师已到达英吉利海峡的海岸，并将比利时空军和法国第一军从联军主力部队中隔离出来。
德军对接下来被切断的联军采取攻势，并沿着海岸线推进；而联军方面只有小规模的部队在进行着有效抵挡。5月28日比利时宣布投降，同时联军东翼战线出现了一个缺口，这使得盟军被迫退缩到敦刻尔克海港周围的沙滩上；虽然在发电机行动中，大部分联军和相当数量的法军已从敦刻尔克成功撤离至英国本土，但在撤退的同时放弃了所有的重型装备。

丘吉尔于5月28日在下议院发表简短声明，该声明向国会报告了比利时投降，并就此给出结论：
同时，我建议下院应準備好迎接艰难而沉重的消息。而我只想补充一点：在这场战争中所可能发生的任何事，都不能以任何方式卸除我们捍卫世界的责任，因我等已发誓要捍卫这一事业；我们也不应该降低信心，而是相信我们将有能力像過去几次那样，经历灾难与悲痛后，最终击败我们的敌人。
他随后在6月4日进一步说明军事情况，报告的主要部分是对德军在色当战役以来，其对皇家空军的军事影响相关之叙述。
当时德军的突破并没有向南进攻，而法军在艾森河和索姆河沿岸临时拼凑出了一条相对薄弱的防线。而英国军方对此评价为：「这不太可能抵挡德军任何重大的进攻。」在空战方面，因法国空军，将面临严重缺少战斗机的对空作战，且这种战机短缺的情况正由于多次战损在迅速恶化。因此法国军方请求英国方面增派战斗机中队以参与法国战事。而在政治方面，民众也开始对法国是否愿意继续维持战争状态保持着怀疑，尽管此时联军方面还没有呈现出明显的劣势。
丘吉尔对此主张将战斗机中队派往法国，因他认为此举对维持法国公众的士气将至关重要；而且他假设，如果未能派遣战斗机中队可能会致使法国政府不仅选择退出战争，甚至会对英国产生敌意。对此英国战时内阁分别在6月3日和6月4日上午的会议中讨论这个问题，最终采纳了皇家空军和航空大臣阿奇博尔德·辛克莱爵士的建议；即英国的首要任务必须是保证并准备自己的防务。目前在法国的三个中队将保持战斗力，但不可再为法国战场上抽出更多的空中力量了。

尽管英国民众对于大部分皇家空军部队能安全返还而感到欣慰，但据报社《大众观察》报道仍有许多地区的民众士气低落，甚至有观察家称“每个人都看起来有不同程度自杀倾向”。据悉，当时只有大约一半的人希望英国能继续战斗，另有成千上万人此时的心情被简单的概括为「心碎」：
因这并非是我们的战争——这是一场上层人物之间长篇大论的战争，所以他们或许有着不同的感受。
在随后的6月18日的演讲中，即在法国向德提出和平交涉请求后，丘吉尔说道：
对于过去两週裡發生的军事事件，其实我并不意外。事实上，我在两个礼拜前就已尽可能清楚地告诉下院，最坏的可能总是开放性的，而我当时明确表示，无论法国发生什么事情，都不会影响大英帝国和其联邦将继续战斗之决心，如果有必要，还可以在数年的时间中孤军奋战。
在最后，他重申和5月13日讲话一致的政策及其目标。尽管这期间发生了很多影响战局的重大事件，他仍强调：
我們正面臨最嚴峻的考驗。在我们面前，有非常、非常漫长的斗争與苦難。如果你问：“我们的政策是什么？”我会说：战斗，从海上、陆地和空中，动用我们全部的力量，使用上帝能给我们所有力量，向黑暗而萬惡的人類罪行紀錄中，一個未曾有過的畸形暴政宣戰。这即是我们的政策。如果你又问：「那我们的目标是什么？」我想我可以用一个词来回答，那就是“胜利”，不惜一切代价的胜利，不畏一切恐懼争取最终的胜利，无论這條路有多么漫长和艰难。

## 演讲文
以下这段演讲的段落被认为是其最为著名的部分，也被认为是丘吉尔在二战生涯中最精彩的演说：
现在重新讲回主题，更广泛地讨论入侵的问题，我發現在我们引以为豪的漫长历史中，还从来没有一个时期可以向我们的人民确保绝对的“防止入侵”，更不用说面对如此的危机。在拿破仑时代，也就是我刚才提到的，同樣的狂风也许将他的运输船吹过英吉利海峡的同时也驱散了我们的封锁舰队（拿破仑战争时期英国对革命法国进行海上封锁，既是贸易战的手段，也是对法国入侵的防御）。
这样的机会总是存在的，而正是这种“可能”曾激起了无数大陆暴君的想象，并成功使他们上了当。历史上往往就是如此。而我们确信，新的（入侵）方法将会被采用，当我们看到敌人展现出那种独创恶意和侵略的创造性时，我们当然可以为各种新奇的阴谋和各种野蛮、奸诈的手法做足准备。
我认为，没有想法會离奇到我们不能以一种探索的眼光来思考和看待它，但与此同时，我也希望（我們）沉穩應對。只要海上和空中的力量能确切行使，我們就絕不能忘記它們帶給我們的堅定保障。
（议长）阁下，我本人完全相信，如果所有人都能善盡職責，如果没有任何疏忽，如果正在作出最好的安排，那么我们将再次证明我们有能力保卫我们的岛屿家园，渡过战争的风暴，并在暴政的威胁下存活下去，如果有必要的话，甚至可以长久以往地孤军奋战。
无论如何，这就是我们要努力做到的。这即是国王陛下政府——以及每个人的决心，也是议会和国家之意愿。大英帝国和法兰西共和国，在彼此的正义事业和需求中紧密地扣合在一起，也将誓死捍卫故土，并像战友一样竭尽所能互相帮助。
即使现在，欧罗巴的大片领土和许多历史悠久而著名的国家已经，或即将沦陷于盖世太保和纳粹可憎机器的控制之中，我们也绝不会轻言放弃或失败。我们要坚持到最后。我们将在法国作战，我们将在海上作战，我们将以越来越強大的信心和实力在空中作战，我们将保卫我们的岛屿，无论代价如何。我们将在海滩上战斗，我们将在登陆地上战斗，我们将在田野和街道上战斗，我们将在山丘上战斗；我们决不投降！

以及…尽管我一刻也不相信，这座岛屿或它的大部分地区被征服並陷入飢餓之中，那么我们在海外的帝国臣民，在皇家舰队的武装护卫下，将继续战斗——直到新世界在上帝認為合适的时刻，以其所有的力量，站出来拯救並解放这个旧世界！
英文原文：
Turning once again, and this time more generally, to the question of invasion, I would observe that there has never been a period in all these long centuries of which we boast when an absolute guarantee against invasion, still less against serious raids, could have been given to our people. In the days of Napoleon, of which I was speaking just now, the same wind which would have carried his transports across the Channel might have driven away the blockading fleet. There was always the chance, and it is that chance which has excited and befooled the imaginations of many Continental tyrants. Many are the tales that are told. We are assured that novel methods will be adopted, and when we see the originality of malice, the ingenuity of aggression, which our enemy displays, we may certainly prepare ourselves for every kind of novel stratagem and every kind of brutal and treacherous manœuvre. I think that no idea is so outlandish that it should not be considered and viewed with a searching, but at the same time, I hope, with a steady eye. We must never forget the solid assurances of sea power and those which belong to air power if it can be locally exercised.
Sir, I have, myself, full confidence that if all do their duty, if nothing is neglected, and if the best arrangements are made, as they are being made, we shall prove ourselves once more able to defend our island home, to ride out the storm of war, and to outlive the menace of tyranny, if necessary for years, if necessary alone. At any rate, that is what we are going to try to do. That is the resolve of His Majesty's Government – every man of them. That is the will of Parliament and the nation. The British Empire and the French Republic, linked together in their cause and in their need, will defend to the death their native soil, aiding each other like good comrades to the utmost of their strength.

Even though large tracts of Europe and many old and famous States have fallen or may fall into the grip of the Gestapo and all the odious apparatus of Nazi rule, we shall not flag or fail. We shall go on to the end. We shall fight in France, we shall fight on the seas and oceans, we shall fight with growing confidence and growing strength in the air, we shall defend our island, whatever the cost may be. We shall fight on the beaches, we shall fight on the landing grounds, we shall fight in the fields and in the streets, we shall fight in the hills; we shall never surrender, and if, which I do not for a moment believe, this island or a large part of it were subjugated and starving, then our Empire beyond the seas, armed and guarded by the British Fleet, would carry on the struggle, until, in God's good time, the New World, with all its power and might, steps forth to the rescue and the liberation of the old.

## 回响
据传闻，丘吉尔在发表演讲后曾对一位同事嘀咕道：「或许我们还将抡起破酒瓶与他们战斗，因为那时我们就只剩这个了」。尽管如此，丘吉尔的演说还是给收听广播的英国人民留下了深刻印象，这次演讲随后更被认为是极具历史性的。丘吉尔的秘书乔克·科尔维尔曾在他的日记中写道：「这是一场华丽的演说，整个议会显然都被他感动了」。 时任保守党议员奇普斯·钱农（Chips Channon）也在日记中写道：「他口若悬河，妙语连珠，将英文用得极为华丽；连对面的几位工党议员都因此落泪。」 另有工党议员第一代韦奇伍德男爵乔赛亚·韦奇伍德（Josiah Wedgwood, 1st Baron Wedgwood）（丘吉尔在达达尼尔海峡战役中的友人和崇拜者），在它给丘吉尔写去的长信中曾说：「我亲爱的温斯顿啊。这（演说）胜过千把枪和千年内的所有演讲。」

“我们将在沙滩上战斗”与他后来的「这是他们最荣耀的时刻」的演讲不同，丘吉尔6月4日在下院的演讲并没有作为当晚电台在直播节目播出；反而如他在“热血、辛劳、泪水和汗水”的演讲一样，当晚的BBC新闻广播节目中由新闻播报员宣读演讲摘要。即使这样也给当时的著名诗人薇塔·萨克维尔·韦斯特留下了深刻印象：
即使由播音员重读演讲稿，我都深深為之撼動。我认为他的伊丽莎白式短语之所以令人们热血沸腾，在於他们感到这些短语的背后有整个巨大力量和决心的支持，就形同一个巨大的堡垒——那絕不僅是為說而說的詞句。
次年，美国记者贺伯特·尼科尔伯克高度赞赏此演讲，称「这段文字将值得我们所有人铭记」，同时指出「这段话随着丘吉尔首相的肖像照，贴满了整个大不列颠民众的家中」
因最初的演讲时没有录音，丘吉尔在1949年才根据之前的演说重新录制了录音带；然而，战后仍有许多人以为他们早在1940年就通过广播听到了丘吉尔的演讲，但事实上当时只有BBC新闻引用了演说内容（见曼德拉效應）。1984年，英国重金属樂團铁娘子在其歌曲〈Aces High〉的音樂錄影帶開頭加入了这段录音，这首歌在某种程度上受到不列顛戰役的启发，在表演时也使用这段重置录音作为歌曲的引子。

## 引用文献
1. ↑  History.com Staff. . History.com. 2010  [2018-01-09]. （原始内容存档于2021-05-10）.
2. ↑  Martin Brayley. . Bloomsbury. 2013: 6–7  [2021-05-02]. ISBN 9781472804426. （原始内容存档于2021-05-10）.
3. ↑  David T. Zabecki. . Routledge. 2015: 1493  [2021-05-02]. ISBN 9781135812423. （原始内容存档于2021-05-04）.
4. ↑  Philip Birtles. . Red Kite. 2003: 44  [2021-05-02]. ISBN 9780953806157. （原始内容存档于2021-05-05）.
5. ↑  Collier, Richard. . Harmondsworth: Penguin. 1980: 352. ISBN 9780140053418.
6. ↑  More nuanced accounts of how people subsequently recalled their feelings to be can be found at.   [2013-01-19]. （原始内容存档于2021-07-21）.
7. ↑  Enright, Dominique. . Michael O'Mara. 2001: 45. ISBN 9781854795298. – other sources give other occasions for the remark
8. ↑  John Colville, diary entry 4 June 1940, quoted in Gilbert, Martin. . . London: Heinemann. 1983: 468. ISBN 0434291870.
9. ↑  "Chips" (Sir Henry Channon) diary entry 4 June 1940 in Robert Rhodes James (编). . London. 1967: 256.
10. ↑  Josiah Wedgwood, letter of 4 June 1940, quoted in Gilbert, Martin. . London: Book Club Associates. 1983: 468.
11. ↑  Sir Robert Rhodes James.  (PDF). Finest Hour (The International Churchill Societies). Autumn 1996, (92): 23–25  [2016-01-03]. （原始内容存档 (PDF)于2016-01-28）.
12. ↑  Sir Robert Rhodes James. . The Churchill Centre. n.d.  [2016-01-03]. （原始内容存档于2017-03-26）.
13. ↑  Sackville-West, Vita letter of 4 June 1940 to Harold Nicolson in. Nigel Nicolson , 编. . London. 1967: 93.
14. ↑  Knickerbocker, H.R. . Reynal & Hitchcock. 1941: 152–3  [2021-05-02]. ISBN 9781417992775. （原始内容存档于2021-05-03）.
15. ↑  Stourton, Edward. . Doubleday. 2015: 129–131  [2021-05-02]. ISBN 9780857523327. （原始内容存档于2021-05-10）.
16. ↑  Starting from "We shall go on to the end" up to "We shall never surrender".